# Турнеја Британских и Ирских Лавова по Јужноафричкој Републици 1980.
Турнеја Британских и Ирских Лавова по Јужноафричкој Републици 1980. (службени назив: 1980 British and Irish Lions tour to South Africa) је била турнеја острвског рагби дрим тима по Јужноафричкој Републици 1980. Лајонси су победили у свих 14 утакмица против локалних и провинцијских тимова, али у мечевима против репрезентације Јужноафричке Републике нису имали успеха. Победили су у само једном тест мечу од укупно четири. Многи Британци и Ирци су били против одласка на турнеју, јер нису желели да имају контакт са расистичком Јужноафричком Републиком. Ипак схватили су да спорт не треба мешати са политиком. Спрингбокси су дакле победили у серији 3-1.

## Тим
Стручни штаб
- Менаџер Сид Милар, Ирска
- Главни тренер Ноел Марфи, Ирска
- Доктор Џек Метју, Велс

Играчи
'Бекови'
- Родни Одонел, Ирска
- Брус Хеј, Шкотска
- Енди Ирвин, Шкотска
- Мајк Слемен, Енглеска
- Џон Карлетон, Енглеска
- Елџан Рис, Велс
- Питер Морган, Велс
- Џим Ренвик, Шкотска
- Реј Гревел, Велс
- Дејвид Ричардс, Шкотска
- Клајв Водвард, Енглеска
- Пол Доџ, Енглеска
- Герет Дејвис, Велс
- Оли Кембел, Ирска
- Тони Ворд, Ирска
- Тери Холмс, Велс
- Колин Патерсон, Ирска
- Џон Роби, Ирска
- Стив Смит, Енглеска

'Скрам'
- Питер Вилер, Енглеска
- Алан Филипс, Велс
- Френ Котон, Енглеска
- Клајв Вилијамс, Велс
- Ијан Стивенс, Велс
- Фил Ор, Ирска
- Грејам Прајс, Велс
- Фил Блеквеј, Енглеска
- Бил Бемунт, Енглеска
- Морис Коклоф, Енглеска
- Алан Томс, Шкотска
- Алан Мартин, Велс
- Џон Одрискол, Ирска
- Колм Такер, Ирска
- Џеф Сквир, Велс
- Стјуарт Лејн, Велс
- Дерек Квинел, Велс
- Џон Битл, Шкотска
- Герет Вилијамс, Велс

## Утакмице
Истерн провинс - Лавови 16-28
ЈАР 15 - Лавови 6-28
Натал - Лавови 15-21
ЈАР 15 - Лавови 19-22
Оранџ фри стејт - Лавови 17-21
ЈАР 15 - Лавови 6-15
Спрингбокси - Лавови 26-22
Каунтри дистрикс - Лавови 7-27
Трансвал - Лавови 12-32
Истерн трансвал - Лавови 15-21
Спрингбокси - Лавови 26-19
Џуниор спрингбокси - Лавови 6-17
Нортерн трансвал - Лавови 9-16
Спригбокси - Лавови 12-10
ЈАР Барберијанси - Лавови 14-25
Вестерн Провинс - Лавови 6-37
Гриквеленд Вест - Лавови 19-23
Спрингбокси - Лавови 13-17
| Победник турнеје 1980.                            |
| ------------------------------------------------- |
| Рагби репрезентација Јужноафричке Републике (3-1) |

## Статистика
Најпосећенија утакмица
68 000 гледалаца, четврти тест меч
Највише поена против Јужне Африке
Тони Вард 18 поена,

## Видео снимци
Детаљи са првог тест меча
British and Irish Lions 1980 - 1st test - YouTube
Детаљи са другог тест меча
1980 B&I Lions in SA - 2nd test - YouTube
Детаљи са трећег тест меча
1980 Brittish Lions vs Springboks - 3rd test - YouTube